# Calliopsis nebraskensis
Calliopsis nebraskensis är en biart som beskrevs av Crawford 1902. Calliopsis nebraskensis ingår i släktet Calliopsis och familjen grävbin. Inga underarter finns listade.

## Bildgalleri

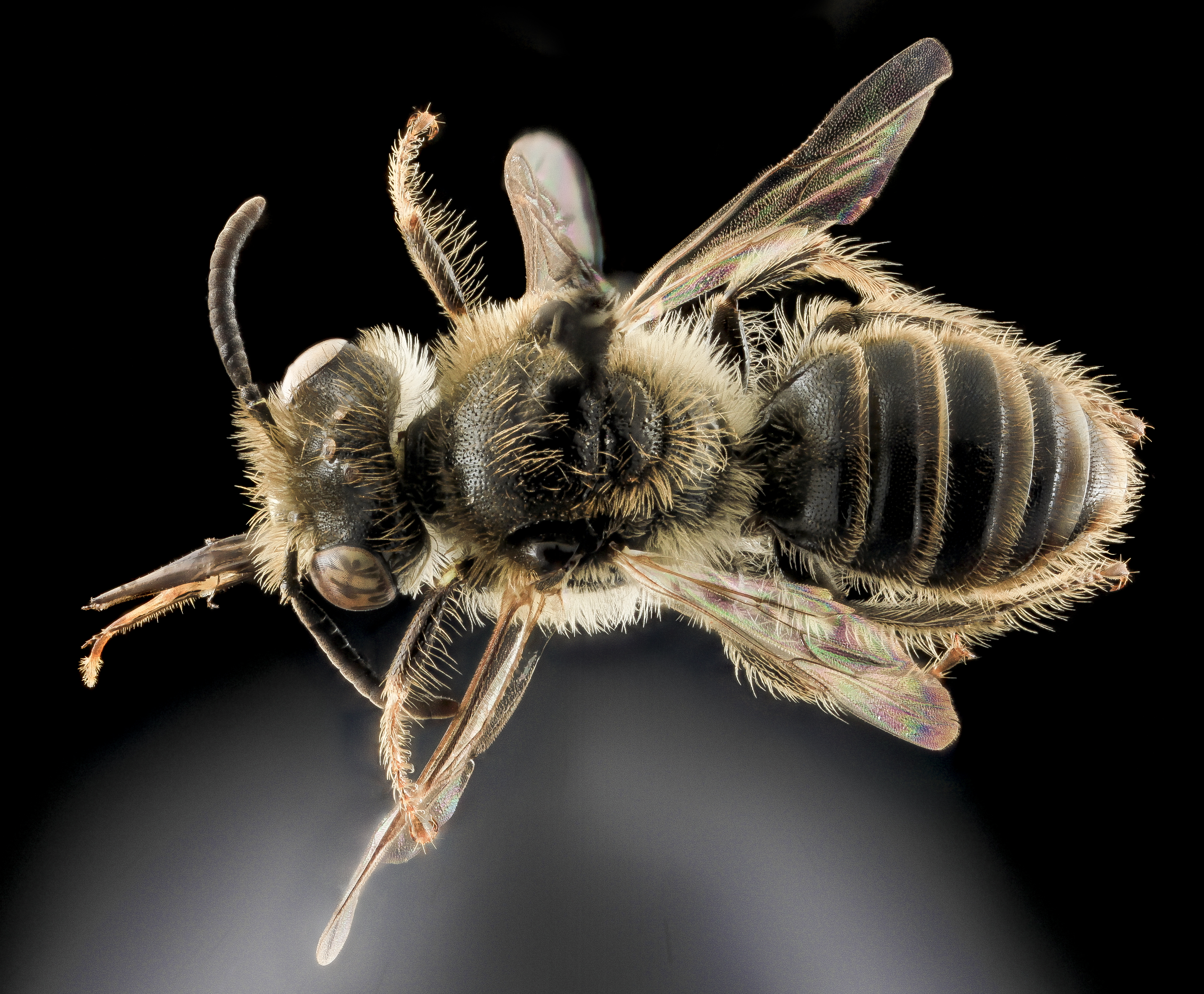
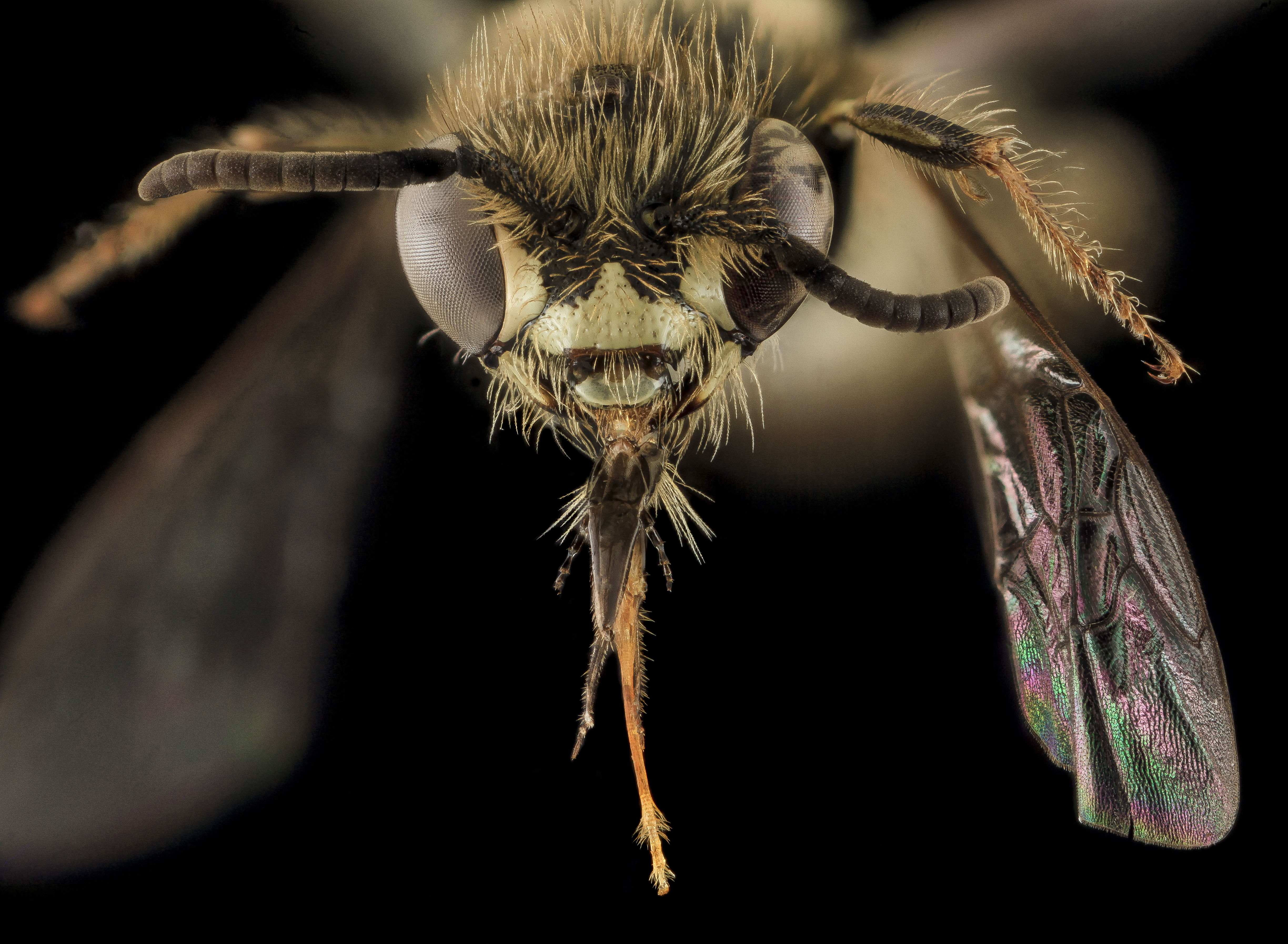